# うしおの沢池
うしおの沢池（うしおのさわいけ）は、島根県雲南市大東町山王寺にあるため池である。2010年（平成22年）3月25日に農林水産省のため池百選に選定された。また、周辺は1999年（平成11年）に山王寺の棚田
として同省にて認定されている。

## 概要
1763年（宝暦13年）に標高360ｍ、松江市境の場所に水面約4haのため池として築造され、その後何度も増築や改修を行い、現在も50haの水田の灌漑を行っている。池の底には断層があるといわれ、2箇所から湧水が湧き出ている。

## 神話のふるさと
この地域には「簸の川大蛇退治」（ひのかわおろちたいじ）の伝説がある。
これをはじめとする出雲神楽が盛んで、島根県無形文化財である「海潮神代神楽」に代表される神話のふるさとの地でもある。

## 山王寺の棚田
| 平均勾配 | 面積 | 枚数 | 水源         | 法面構造 | 事業導入 | 開発起源               | 対象農家数 | 10a当収量 | 戸当営農規模 | 戸当枚数 |
| -------- | ---- | ---- | ------------ | -------- | -------- | ---------------------- | ---------- | --------- | ------------ | -------- |
| 1/8      | 19ha | 200  | 天水・ため池 | 土羽     | 無       | 安土桃山時代～江戸時代 | 36         | 480kg     | 3.5ha        | 10       |

山王子地区の棚田は、地すべり地域であるが、防止対策事業等により今後も耕作の継続が見込まれ、維持・保全活動も活発になっている。また、耕作により傾斜地の保全機能を果たしているとともに、水源涵養機能も果たしている。

## アクセス
- 木次線出雲大東駅
- 島根県道267号海潮宍道線